# Alvar Mårtensson
Alvar Mårtensson, född 20 maj 1909 i Helsingborg, död 22 december 1985 i Ystad, var en svensk telearbetare och politiker (s).
Mårtensson var från 1957 ledamot av riksdagens första kammare, där han representerade socialdemokraterna i valkretsen Malmöhus län. Han var även landstingsledamot från 1943.